# Encorchadura

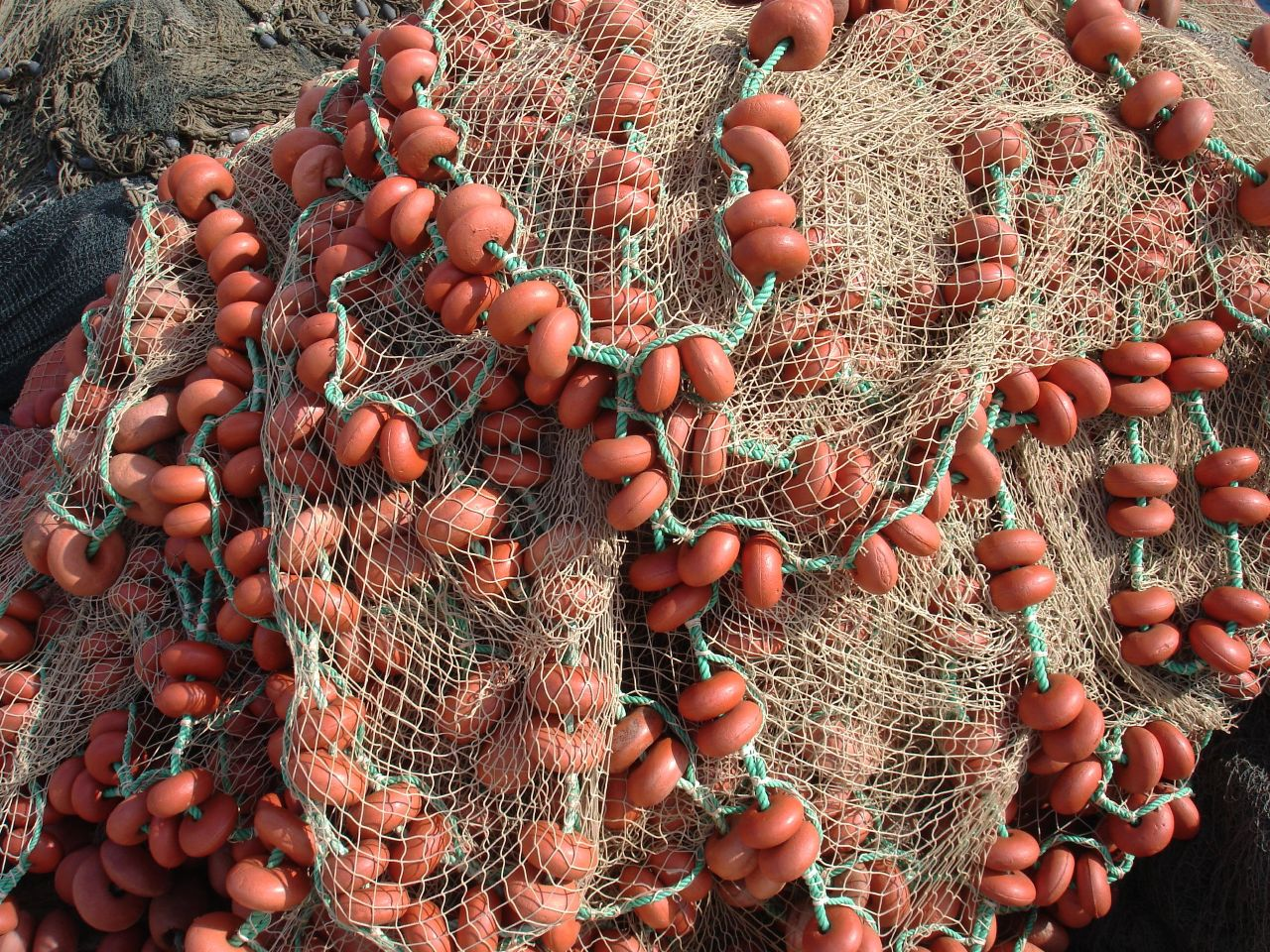
Encorchadura en una red

La encorchadura es la línea de corchos que sirve para mantener a flote  las redes de pesca. Es una parte de las más esenciales, ya que, sin ella serían inútiles absolutamente estas redes, excepto ciertas pesquerías que dependen de la subida o bajada de las mareas y basta con que se hallen sostenidas con estacas en los Cercotes y Corrales de red, en los Atajos o Entalladas y otras a este tenor, no es necesario calar estas redes en grandes profundidades de agua porque están aseguradas de una punta a otra de la tierra firme, en zonas como las angosturas, los canales, caños, pequeños brazos o recodos del mar, es decir, no necesitan del auxilio de los corchos para verificar sus respectivas pesqueras. 

## Orígenes

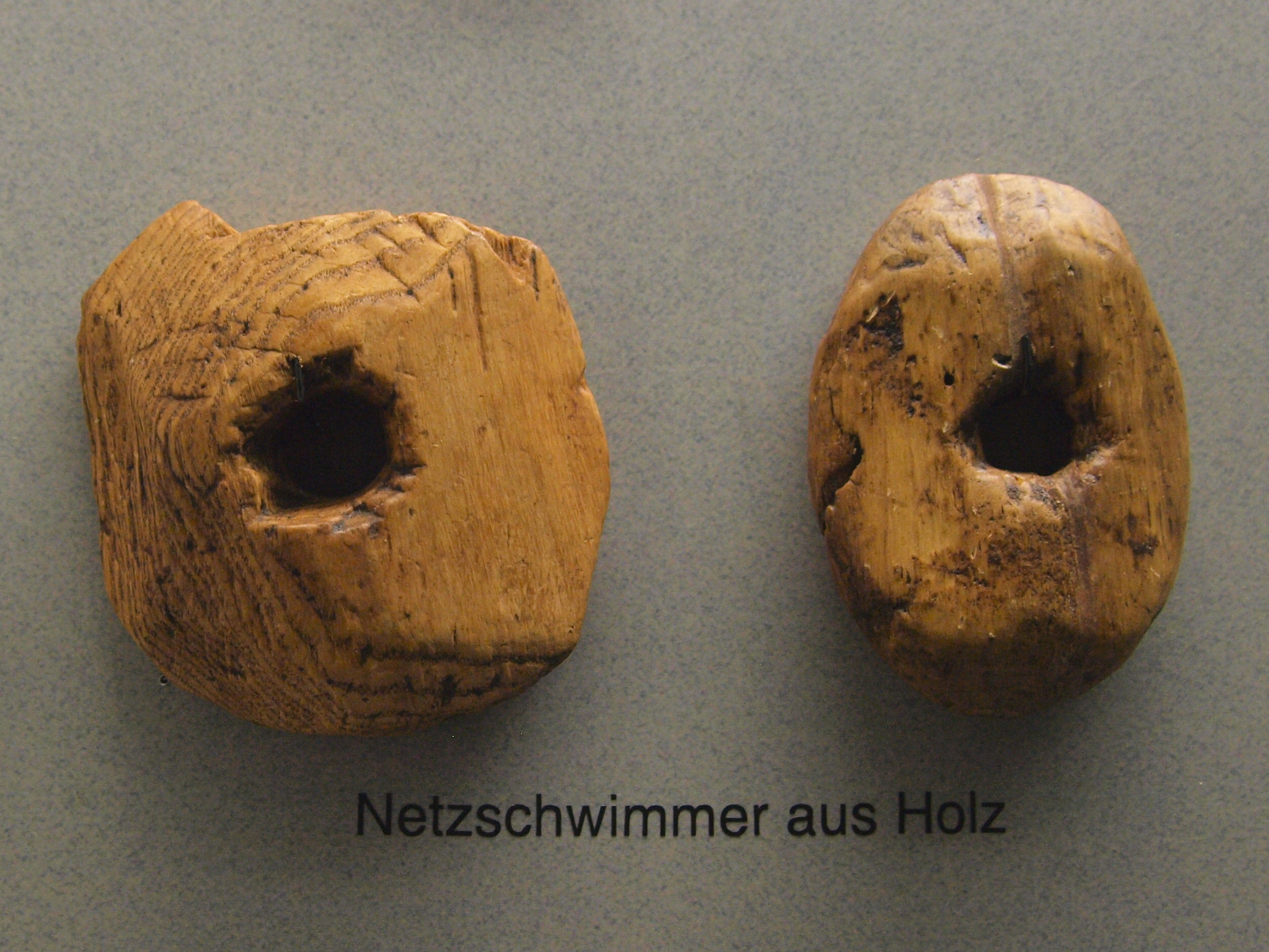
Antiguos flotadores de madera

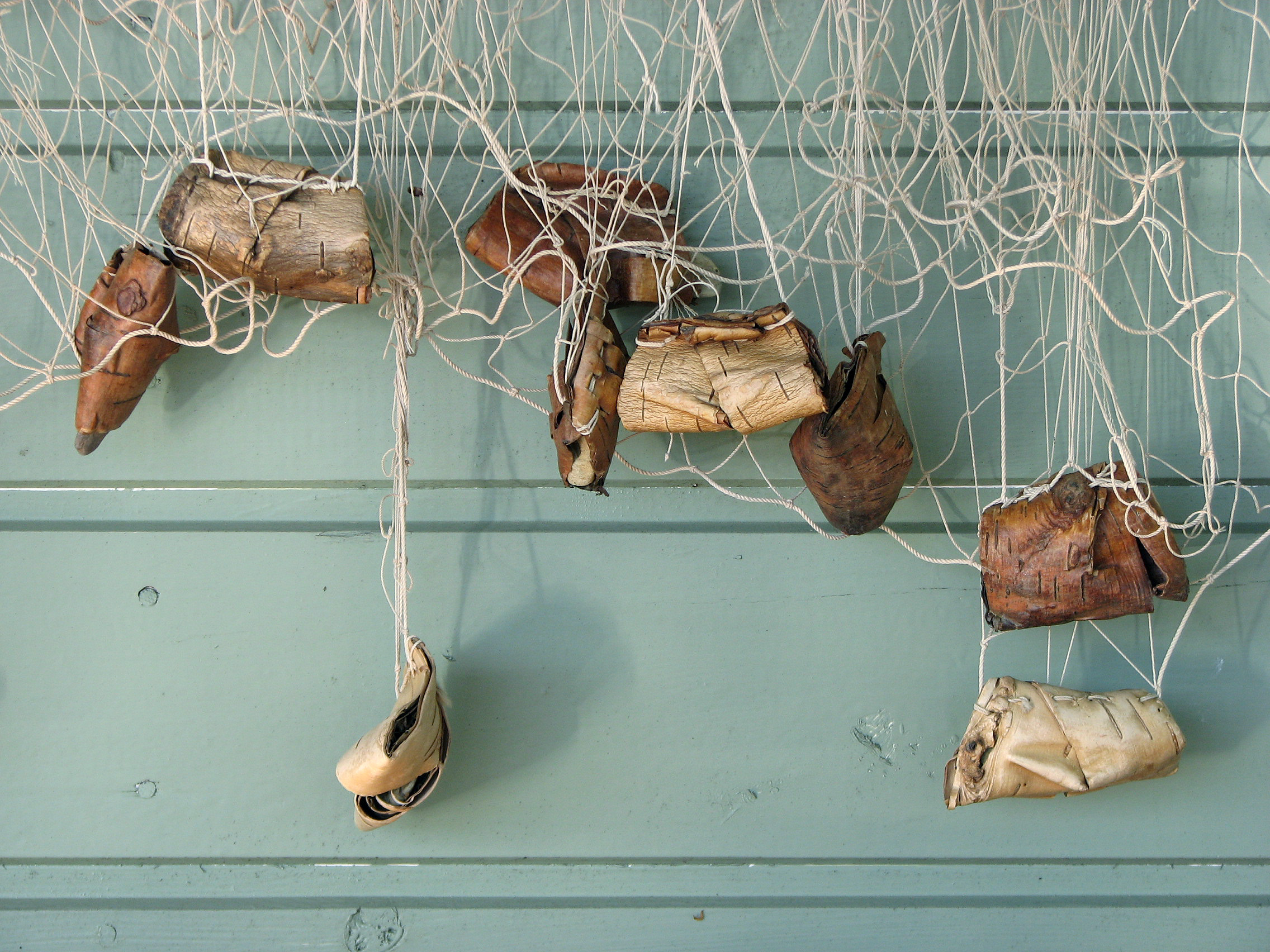
Rudimentaria corteza de abedul usada como flotador

No es posible que las primeras producciones pesqueras dejasen de padecer grandes imperfecciones. Las que ahora llamamos redes empezaron siendo sumamente groseras. El cultivo ordenado de las materias primas utilizadas, la elección de ellas y sus preparaciones rectificadas han perfeccionado semejantes inventos. El compuesto se reducía, en sus principios, a una tosca estera o cestos mal formados de mimbres que se combinaban con esparto (este había sustituido a las hiladas hebras del cáñamo o lino que eran materiales más sutiles), se anudaban de uno a otro cabo en sentido opuesto bajo el orden de ciertos intervalos con lo que resultaban los claros o cuadrados a los que comúnmente se les da el nombre de mallas, que son capaces de retener aquellos peces que son de corpulencia mayor al ámbito de cada una. Esta es la acción esencial de las redes cuando se hallan interpuestas entre las aguas al paso o camino, o bien en el hecho de circuir o encerrar en el mar y en los ríos los mismos peces.
Pero como para esto es menester que las redes por su longitud y su anchura (ya se compongan de una o muchas piezas) hayan de ponerse extendidas en su totalidad regularmente. Para conseguirlo se necesitaba con precisión el auxilio de otros cuerpos: unos debían ser graves y otros leves:
- Los primeros, se usaban para que, al colocarse en el pie de la red, fuesen por su natural peso sumergiéndolas o llevándolas hasta tocar en el fondo mismo de las aguas.
- Los segundos, debido a la ligereza y esponjosidad, se usaban para que templasen y sostuviesen gravitatoriamente cualquier tipo de red. Y así, según sus partes y la disposición de su figura, quedasen extendidas al completo.

En un comienzo, no se hallaron objetos más a mano que las pequeñas piedras ya limpias o gastadas por el continuo roce o baño del agua, de las que, por lo regular, abundan en las playas y riberas. Computando la fuerza de su acción por el volumen, se aplicó a la parte de abajo de las redes unas u otras piedras, para que su gravedad hiciese calar la red al fondo. Esta práctica aún hoy en día la observan los pescadores en algunos parajes.
Después, la economía apuró la comodidad y el más fácil manejo de las redes, y descubrió el aprovechamiento de un metal grave y dúctil que era capaz de recibir incluso en frío todas las figuras y proporciones que convenían al pescador para que, guarneciéndolos equivalentemente sin tanto embarazo y contingencia, los pudiese sumergir o calar a su gusto.
Una vez superada esta primera dificultad con respecto a la inmersión de las redes, y al haber evitado el desorden de un confuso envoltorio al emprender la acción de echar las redes sin plomos, no es posible decir que la perfección del arte del pescador había completado su objeto, porque las redes solo con las plomadas se caerían de forma recta hasta que los plomos tocasen el fondo del agua, pero toda la parte superior de la tela debería caer progresivamente hacia el centro. De este modo, no se verificaba la conveniente extensión con la que interceptar el paso a los peces, que eran incapaces de discernir el artificio y al querer nadar y salir de entre las mallas, quedaban envueltos o enredados entre sus hilos, porque toda la longitud de la red quedaba aplanada. Así, nunca podrá darse el efecto de que se aprisionen por sí mismos, que es la esencialidad del invento.
La mitad de la perfección del arte faltaba y debían completarla aquellas fuerzas resistentes a la gravedad, estas son las fuerzas de los cuerpos flotantes en el líquido, que, al mantener la parte superior de las redes bajo cierto temple, pudiesen sostenerlas extendidas desde la superficie, entre aguas o ya tocando los plomos el suelo en su mayoría, sin importar el número de brazas que tengan.
Algunos pequeños haces de ramaje, algún manojo de juncos, algunas calabazas secas o finalmente algunos pedazos de madera sirvieron sin duda o suplieron como cuerpos flotantes hasta que visto el embarazo y la dificultad de afinarlos moderando su volumen, solo se halló el medio en la corteza de un vegetal, que en sí misma reunía el todo de semejantes proporciones.
Esta corteza que generalmente denotamos pronunciando la palabra corcho de donde derivó encorchadura, se produce en un árbol de mediana elevación conocido con el nombre de alcornoque que se cría en la parte meridional de España y otros países semejantes de Europa, aunque sabemos no falta un equivalente en América.
La corteza, tiene la aptitud de ser mucho más ligera que el volumen de agua que ocupa, además, el agua la penetra con mayor dificultad que al resto de especies de maderas, esta circunstancia contribuye a proporcionarle la ventaja de que conserve mucho más tiempo su ligereza aun permaneciendo sumergida en el cuerpo o masa del líquido. Estas propiedades estimularon sin duda su aplicación e hicieron que se emplease preferentemente a todas las demás materias para formar lo que se llama encorchadura. Las piezas de las que se compone pueden tener varias formas, como redondas, cuadradas, ovales, etc. Y para el efecto, ha de cogerse en la época oportuna, porque si no se tiene cuidado al despegarla, puede hendirse o abrirse por sí misma, separándose del tronco con un acrecentamiento circular de otra corteza muy colorada que se forma debajo de la primera. Es muy abundante su cosecha en lugares como Levante y especialmente en Cataluña, además, su calidad es muy apreciada, ya que el corcho se utiliza en varias aplicaciones además del que se destina a los artes de pesca.

## Características

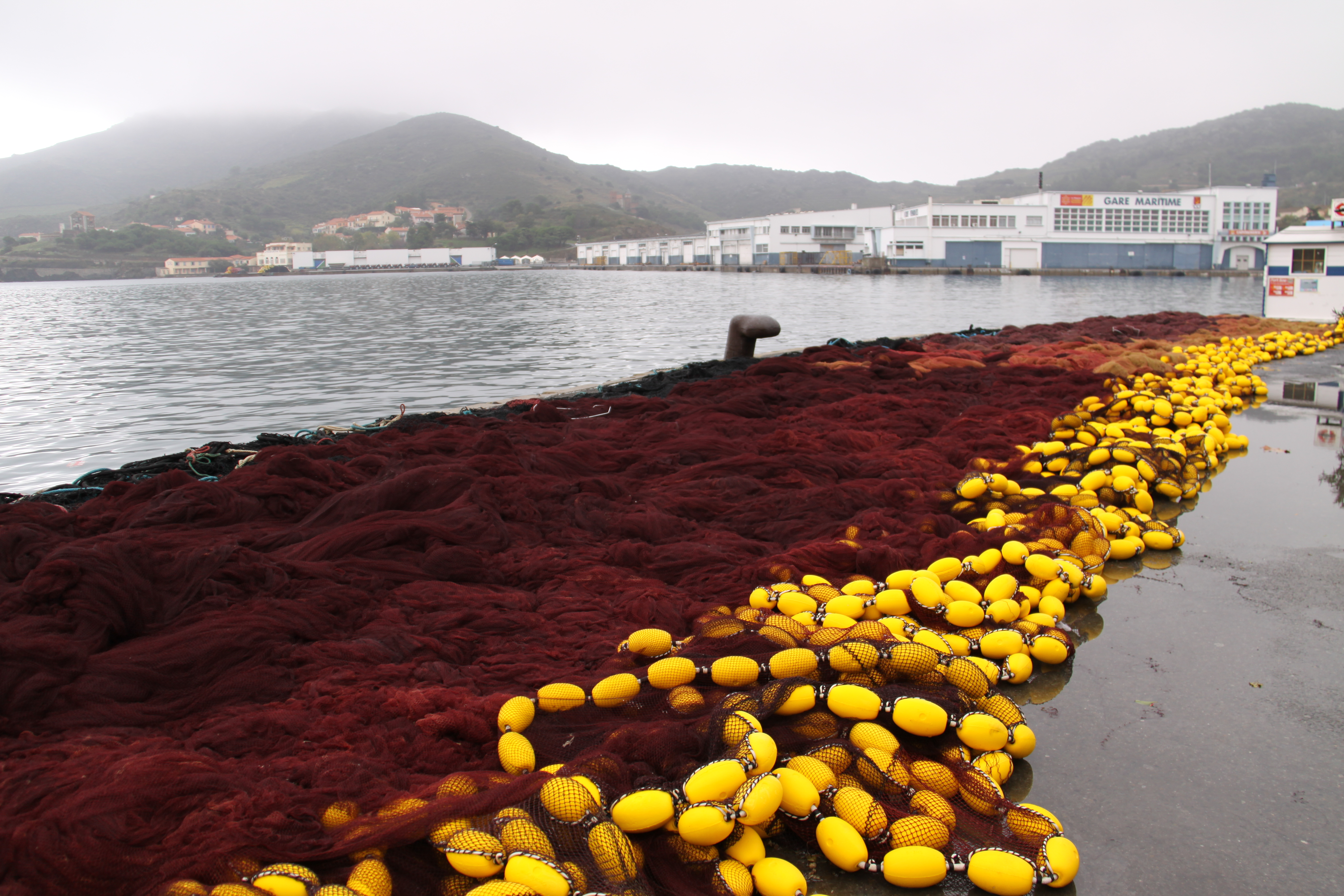
Encorchadura moderna sobre red extendida

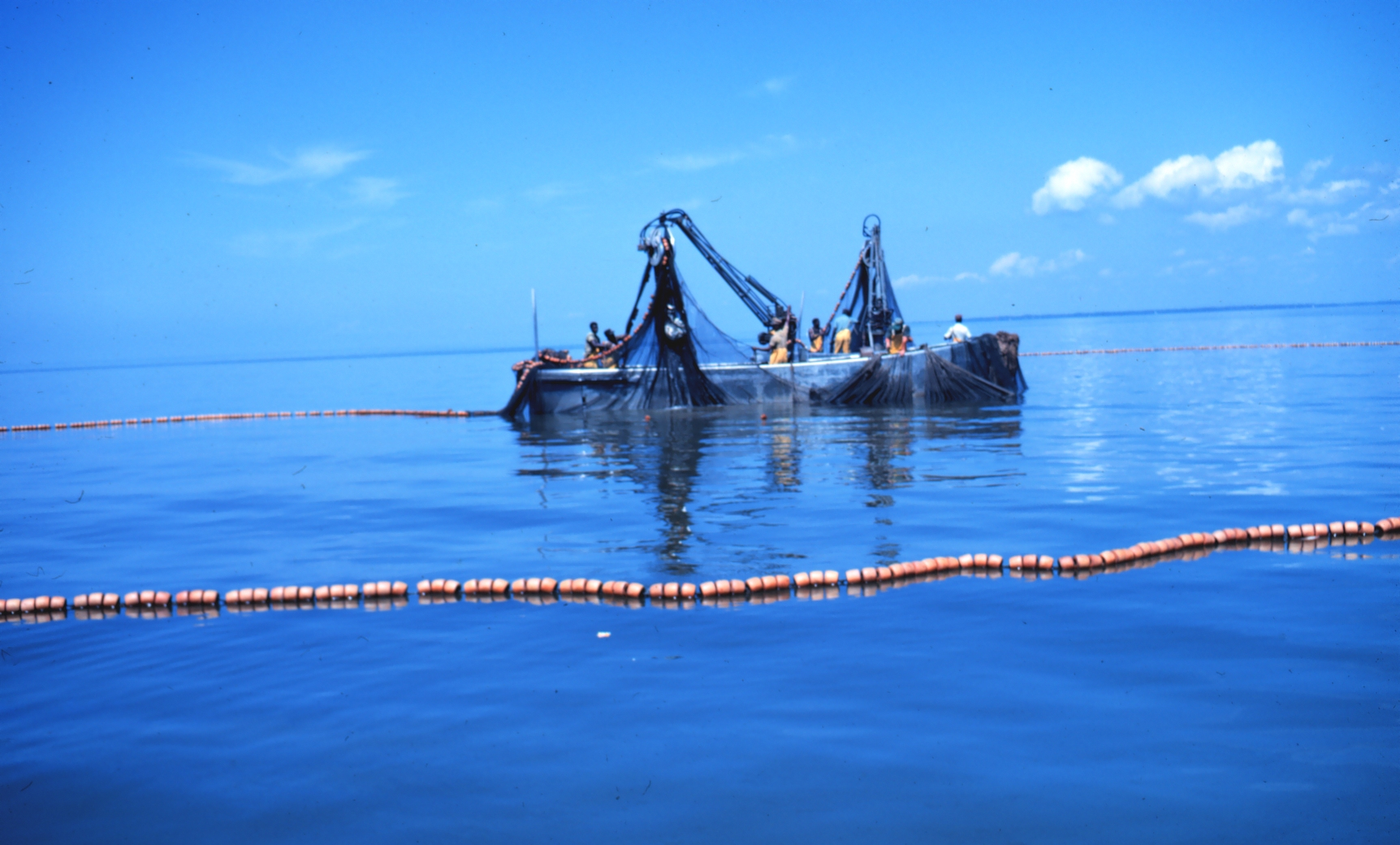
Red flotando

Para que las redes, ya sean de deriva, de tiro o de parada en el fondo, puedan resistir al impulso de los plomos, corrientes y esfuerzos de los peces teniendo en sí mismas el refuerzo de los corchos, se guarnecen o refuerzan por todas sus orillas con unas relingas o cuerdas de cáñamo o esparto de proporcionado grueso, mediante las cuales se unen las piezas y se forman las grandes redes de la extensión que se necesita para la pesca que vaya a emprenderse.
En la extensión lateral de una red, la cuerda que se halla en la parte superior, es la que enfila la encorchadura y aquella que se sostiene en el agua por el número determinado de corchos que se ponen o colocan según el orden de casillas tal y como corresponde, esto hace que se mantenga vertical desde la superficie y que aunque la red cale o se llegue a sumergir hasta tocar el suelo del mar, por la gravedad de los plomos que se hallan en la cuerda inferior, la resistencia flotante de esos siempre la conserve extendida por la contraposición natural de dos fuerzas antagonistas. De este modo, las redes quedan verticales. Aunque en las acciones parciales de ellas, según sus configuraciones y parajes, se deba siempre contar con las corrientes de los mares, el genio, la organización y los movimientos de los animales que habitan en él y que se dirigen a aprisionarlos entre sus mallas, que están en la superficie del mar, donde las mantiene el corcho hasta que alcanzan su extensión y que finaliza en los plomos.
Otra de las características consiste en que, entre aguas, se da a los corchos y plomos tal temple, que en cuarenta metros (veinte brazas) de agua permanezcan con poca diferencia central o de superficie y de fondo solo diez metros (cinco brazas).
Otra característica que puede darse en las redes es la de la red que está calada al suelo, se mantiene verticalmente y le da a la encorchadura un temple de resistencia menor a la gravedad de las plomadas, de manera que, al ser una causa ocasional de su absoluto descenso, se verifica cuando el pescador echa las redes al agua. Sin embargo, los corchos por los grados de suspensión de los que es capaz de albergar su volumen hacen que las redes queden extendidas o algo abolsadas, según la clase de peces a que se dirige el calamento.
Es tan delicada la combinación de los impulsos contradictorios con los que los pescadores tienen que prepararse si quieren conseguir pesca con alguna ventaja, que una leve diferencia como la alteración en el orden de las casillas, ocasionaría un extraordinario desconcierto. El pescador que fuese rápido en elegir las calidades del corcho con los que debe guarnecer sus redes y la poca combinación en las circunstancias de estas, según las dimensiones, tamaño de las mallas, grueso de los hilos de que están formadas, los parajes en los que intente emplearlas y los accidentes de las corrientes, harán que cuando absolutamente no pierda la mayor parte del fruto de sus desvelos, por lo menos coja poquísimos peces, ya sea en el mar, en ríos o en lagunas.
Pero si calcula el efecto de la gravedad de las plomadas, regula su número y peso con la específica ligereza que prestan los impulsos sustentantes de la encorchadura, logrará por descontado poner sus artes en una aptitud propia para calar perfectamente, que en idioma marinero se dice parar bien. Estos estarán menos expuestos a que las corrientes les arrollen, cosa que es fácil si su disposición en el modo de pararse no contribuye a evitarlo, y conseguirá pescas abundantes.
Es verdad que para proceder con acierto no hay reglas conocidas en la teórica más que aquellas que se reducen al número y peso determinado de los plomos, al número y calidad conocida los corchos, y estos a una colocación alternativa en las casillas de ambas relingas. Pero a estos datos, tomados exactamente, es preciso añadir, además, el conocimiento de las calidades del lino o cáñamo del que regularmente se forman las redes, la longitud y latitud, el mayor o menor cuadrado de las mallas y el gran escollo de las corrientes, según la disposición de los mares y sus costas.
Los pescadores, no obstante, con los datos mencionados y basándose en su práctica adquieren tal tino, que apenas haber acabado de calar una red y con especialidad en el hecho de levantarla, conocen inmediatamente los defectos que padece en los plomos o en la encorchadura o tal vez en ambos. Esto lo enmiendan fácilmente, quitando o poniendo de la parte que lo necesita, quedando arreglado así el invento como ha de ser. Además, es necesario mucho conocimiento para encorchar las redes y no perder de vista la calidad del corcho y la proporción más adecuada en las figuras.
A un fin semejante se elige el más compacto y ligero, que se divide en varios pedazos, haciéndoles en el centro un agujero capaz para que puedan pasar o enfilarse las relingas, que llaman del corcho y se distribuyen en unas redes, se pone uno en cada casilla de la armadura: en unas, una sí y otra no, y en otras, de tres en tres o de cuatro en cuatro, según la red y el conocimiento del pescador dependiendo de la pesca en que vaya a emplearla.

## Tipos de corchos
El corcho para el servicio de la pesquería se distingue en tres tipos: 
- El primero, es sumamente ligero y compacto: este es el más destacable, porque con menos cantidad se hacen los calamentos como se quiere y estando bien templada la red le penetra tan presto el agua. Sirve para los artes del Bou, andanas de red etc.
- El segundo, es algo leñoso y por consiguiente de menos valor, se aplica a los  Trasmallos, T'trs de batre, etc.
- El tercero, es aquel corcho duro, granujiento, y con muchos poros que apenas puede emplearse, es por eso que se utiliza para hacer panas de andanas, andanones y Palangres.

El mejor corcho es, como ya se ha dicho, el que forma buenas tablas o pedazos y que tiene pocos nudos. Su grueso debe ser mediano, ligero, sin muchos poros. Finalmente es una prueba de bondad cuando el cuchillo lo corta fácilmente sin dejar muescas en las líneas de la misma cortadura.
Se emplea de diferentes maneras para las redes, como cuerpos leves que deben sostenerlas, lo que comúnmente los pescadores llaman encorchar.
- Los corchos más comunes se enfilan por la relinga y se colocan en cada casilla, o cada dos, tres, etc. según el género de la red. Su tamaño varía a proporción de los artes de tiro, de deriva, o de fondo en que generalmente se emplean. Cuando se forma el taladro, la cuerda entra rascando o ajustada y con el uso frecuente los agujeros, se hacen muy grandes de modo que, para que sea de la misma anchura y no se altere el orden de parada de la red, muchas veces tienen que mudar los corchos los pescadores.

- Otros tienen forma de medio círculo y con ellos, por lo regular, se guarnecen las jábegas. Constan de una tercia de largo y se aseguran de trecho a trecho en la relinga con dos vueltas de hilo de armar.

- Los corchos para las redes que llaman paraderas son cuadrados y su diámetro es de cuatro a cinco pulgadas. Se enfilan por la relinga y se colocan en cada una de dos en dos o de tres en tres casillas, según corresponde a la naturaleza de la red y lugar en que debe calarse, las dos cuerdas unidas que aseguran los corchos por todo su contorno y con las ataduras que los afirman.